# Бекство из собе
Бекство из собе (енгл. Escape room) је игра у којој тим играча заједнички открива трагове, решавања загонетке и извршава задатке у једној или више просторија како би напредовао и остварио одређени циљ у ограниченом времену. Циљ је често побећи са места игре. Ова игра је од 2010. године постала вид забаве све већег броја људи. 